# موسيقى السكان الأصليين في أمريكا الشمالية

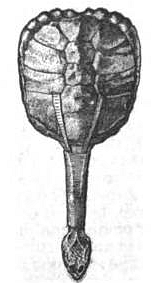
رنين صدفة السلحفاة من ثقافة الهنود الأمريكيين في منطقة الغابات الشرقية بأمريكا

 السكان الأصليين الأمريكيين ويشار إليهم في بعض الأحيان بالأمريكيين الأصليين أو الهنود الأمريكيين، أما موسيقاهم فهي الموسيقى التي يستخدمها أو يبتكرها أو يؤديها الشعوب الأصلية في شمال أمريكا، بما في ذلك الأمريكان الأصليون في الولايات المتحدة والسكان الأصليون في كندا والشعوب الأصلية في المكسيك وغيرها من الدول الشمالية الأمريكية. تشمل الموسيقى التقليدية لتلك الشعوب الموسيقى التقليدية للقبائل مثل البويبلو والإينويت، بالإضافة إلى ذلك يوجد الآن أنماط موسيقية مشتركة بين القبائل وبين شعوب مختلفة، بالإضافة إلى أنماط فرعية فريدة للموسيقى الأمريكية الأصلية في الموسيقى الشائعة؛ مثل الروك والبلوز والهيب هوب والموسيقى الكلاسيكية وموسيقى الأفلام والريغي، بالإضافة إلى أنماط شعبية فريدة مثل "تشيكن سكراتش" وموسيقى نيو مكسيكو.

## الخصائص
الغناء والإيقاع هما جوانب مهمة في الموسيقى الأمريكية الأصلية التقليدية. يأخذ الغناء أشكالًا متنوعة بدءًا من الغناء الفردي والجماعي إلى الاستجابة والغناء المتعدد الأصوات، تعد الآلات الإيقاعية وخاصة الطبول والمراجل مرافقًا شائعة للحفاظ على استقرار الإيقاع للمغنين وعادةً ما يستخدم المغنون لغتهم الأصلية أو نغمات غير لغوية (أصوات المقاطع خارج اللغة). تبدأ الموسيقى التقليدية عادةً بنغمات بطيئة وثابتة تتسارع تدريجيًا وتصبح أكثر إيقاعًا ويتم إضافة التزيين والصيحات والأنماط المؤكدة لإضفاء التنوع وإشارة إلى التغييرات في الأداء للمغنين والراقصين. 
على الرغم من أن لكل مجموعة من السكان الأصليين الأمريكيين أنماطها وأنواعها المميزة إلا أنه يمكننا أن نجد بعض التشابهات في الأسلوب بين القبائل المجاورة، تزداد هذه التشابهات عندما يتم مشاركة الموسيقى والآلات الموسيقية بين القبائل، مما يسهل علينا العثور على بعض الخصائص المشتركة التي يتم استخدامها بشكل متكرر. تتألف الألحان عادةً من مقياس بسيط أقل تعقيدًا من المقياس الكلاسيكي المكون من ثمان نغمات المستخدم في الثقافة الشرقية وغالباً ما يستخدم المقياس الخماسي أو المقياس الثلاثي.
تفاوت الصوت بين الانفعال المشدود أو الانفعال المشنق أو الانفعال المسترخي، يتميز بنغمات عالية خاصة بالمغنين الذكور حيث يعتبر الغناء الصوتي بالصوت النسيجي شائعًا وعند حدوث الاهتزاز الصوتي يحدث اهتزاز سريع لنغمات مختلفة كتأثير زخرفي وعادةً ما يمكن العثور على أنماط إيقاعية تتكون من إيقاعات متكررة من ضربتين أو ثلاث ضربات وتسهم في إيقاع الأصوات الصوتية والتنغيم المتقاطع بهدف دمجها في النمط الموسيقي. تعتبر أنماط الاستدعاء والاستجابة شائعة في الأجزاء الصوتية وقد يكون هناك استخدام لأوستيناتو (تكرار نمط موسيقي) أيضًا في جزء الإيقاع الموسيقي.
تتكون الطبول من أنواع مختلفة بما في ذلك الطبول ذات الرأس الواحد والطبول ذات الرأسين والطبول الكبيرة، كما تشمل الآلات الإيقاعية الأخرى قراعات وهزازات وتُصنع من مواد مثل قواقع السلاحف، بالإضافة إلى الآلات الإيقاعية والأصوات الصوتية فإن الناي والصفارات وغيرها من الآلات التي تنتج الصوت عن طريق تنفس العازف (مثل القرون والأنابيب وما إلى ذلك) يشكلون صوتًا شائعًا في الموسيقى الأمريكية الأصلية. تشمل الآلات ذات الأوتار التي يمكن ضربها أو توتيرها أو تكسيرها مثل القوس الموسيقي الذي يعود أصله إلى الأميركتين ولكنه لا يظهر كثيرًا في الموسيقى الأصلية المعاصرة، تشمل الآلات ذات الأوتار الأخرى الجيتار الأصلي الأمريكي والكمان وتختلف هياكلها وتراكيبها من قبيلة إلى أخرى. 
تم إجراء دراسة في عام 2016 لتحليل السمات الموسيقية في الموسيقى الأصلية وعلاقتها بالسياقات الاجتماعية والموضوعات الكلامية، تم تحليل أكثر من 2000 أغنية من مجموعة موسيقى السكان الأصليين التي جمعتها فرانسيس دينسمور وتمكنت الدراسة من العثور على العلاقة بين مواضيع مثل الحب في الأغاني وتنوع النغمات ونطاق الصوت، يمكن تمييز أغاني الحب بارتفاع الصوت وألحان فسيحة مع وجود فجوات ونطاقات أكبر، في العديد من الحالات يُعتبر هذا النوع من الأغاني "حزينًا" ويرتبط بالانفصال والفقدان أو الحنين، فيفسر ذلك العلاقة بين الموضوع الكلامي وحركة اللحن البطيئة نسبيًا والديناميات المنخفضة.تم اكتشاف أن أغاني ألعاب الاختباء، مثل تلك المرتبطة بألعاب "حذاء الموكاسين واليد وعصا الاختباء أو عظام الاختباء"، تتميز بمدة قصيرة بشكل ملحوظ ونطاق صوتي وتنوع صوتي صغير، بالإضافة إلى ذلك تم اكتشاف أن "أغاني الشفاء" تتميز بنطاق صوتي ضيق وتكرار متكرر للنغمات المنخفضة ويُعتقد أن هذا التصميم يهدف إلى إنشاء صوت مهدئ يخفف الازعاج ويساعد في تخفيف الوعكة في حالة أداء أغنية الشفاء.فيما يتعلق بموسيقى شعوب معينة، تم اكتشاف أن أغاني الطبيعة لشعب يومان غالبًا ما تتميز بنطاق صوتي ضيق وحركة لحنية منخفضة وتكرار مستمر للمقاطع الموسيقية. تصف مجموعة دينسمور أيضًا أغاني الحرب بأنها تتميز بنطاق أوسع وصوت أعلى وتنوع أكبر في المدة والنغمة، بالمقارنة تتمتع أغاني الرقص أيضًا بهذه الخصائص ولكن يمكن العثور على هذه الخصائص بشكل معاكس؛ حيث تكون أغاني الرقص غالبًا ما تكون بصوت أدنى. تشابه أغاني الرقص أيضًا مع أغاني الحيوانات في النطاق الصوتي وتنوع النغمات والسجل الأساسي.
تشير هذه الدراسة إلى وجهة نظر مهمة تفيد بأن العديد من السمات الموسيقية مثل ("ارتفاع النغمة وسرعة الإيقاع والديناميكية والتباين") لها علاقة مباشرة بالاستجابة العاطفية، بغض النظر عن الثقافة فإن هذه السمات تستطيع استحضار الاستجابة العاطفية، هذا يعني أن السمات الموسيقية المماثلة لدى ثقافة ما ووظيفتها ستكون عادة موجودة في ثقافة أخرى للوظيفة نفسها وباستخدام مجموعة دينسمور التي تحتوي على أكثر من 2000 أغنية فقد تمكن شاناهان ونوبارث وكونكلين من إجراء تحليل مقارنة بين الموضوع والسمات الموسيقية. 
نصوص الأغاني ومصادرها
نصوص أغاني الأمريكيين الأصليين تشمل قطعًا عامة وأغاني سرية يقال عنها أنها "قديمة وثابتة" وتستخدم فقط للأغراض الدينية والاحتفالية، بالإضافة إلى ذلك يوجد أيضًا أغاني دينية عامة وخطابات طقوسية يُعتبر في بعض الأحيان أنها موسيقية بسبب استخدامها للإيقاع واللحن، غالبًا ما تصف هذه الخطابات الطقوسية مباشرة أحداث الاحتفال وأسبابه وتداعياته في الليل. 
نصوص الأغاني في الثقافة الأمريكية الأصلية تشمل استخدام المقاطع الصوتية الغير معنية التي تعتبر جزءًا شائعًا في أنواع مختلفة من الأغاني، تستخدم هذه المقاطع الصوتية غالبًا للإشارة إلى بداية ونهاية العبارات أو الأجزاء أو حتى الأغاني بأنفسها، كما تحتوي الأغاني على عناصر غير قابلة للترجمة وتشمل الأغاني التاريخية التي يمكن ترجمتها أغاني مثل "شي' ناشا'" لشعب نافاجو التي تحتفل بنهاية فترة احتجاز شعب نافاجو في فورت سانير (نيومكسيكو) في عام 1868، بالإضافة إلى ذلك تعتبر أغاني الأعلام القبلية والنشيدين الوطنيين جزءًا هامًا من الموسيقى الأمريكية الأصلية وتكون شائعة في بدء الاحتفالات العامة وخاصة في الاحتفالات الباواو. تشمل الموسيقى الأمريكية الأصلية أيضًا مجموعة متنوعة من أغاني الغزل وأغاني الرقص بالإضافة إلى استخدام بعض الأغاني الأمريكية أو الكندية المشهورة مثل "أمازينغ غريس" و "جامبالايا" و"شوقر تايم". تحتفل العديد من الأغاني بالمحصول وفصل الزراعة وأوقات أخرى مهمة من السنة. 

## الدور الاجتماعي
الموسيقى الأمريكية الأصلية تلعب دورًا حيويًا في التاريخ والتعليم؛ حيث يتم نقل الطقوس والقصص شفهيًا للأجيال الجديدة لنقل التقاليد الأسرية، يُقال تقليديًا أن الموسيقى الطقسية الأمريكية الأصلية تنبع من الآلهة أو الأرواح أو من الأفراد المحترمين بشكل خاص، تتشكل الطقوس بواسطة كل جانب من جوانب الأغنية والرقص والزي ويقدم كل جانب معلومات عن "المبدعين والمرتدين والرموز المهمة للأمة أو القبيلة أو القرية أو العشيرة أو الأسرة أو الفرد"، يؤدي الأمريكيون الأصليون القصص من خلال الأغاني والموسيقى والرقص والحقائق التاريخية التي تنتقل بناءً على ذلك تشكل جزءًا لا يتجزأ من معتقدات الأمريكيين الأصليين. تعتبر الأساطير العظيمة والقصص عن الأبطال الثقافيين جزءًا من تقاليد الموسيقى القبلية وهذه الحكايات غالبًا ما تكون جزءًا رمزيًا من الثقافة المحلية، يمكن أن تختلف قليلاً من عام إلى آخر؛ حيث يقوم القادة بإعادة تركيبها وإدخال تغييرات بسيطة، تؤلف قبيلة البويبلو عدد من الأغاني الجديدة كل عام في لجنة تستخدم الأحلام والرؤى.
بعض الأمريكيين الأصليين يعتبرون الأغاني كـ "ملكية" تنتمي للقبيلة أو الفرد الذي استلمها لأول مرة، على سبيل المثال إذا حصل شخص ما على الأغنية في حلم أو رؤية فإن الموسيقى ستكون ملكًا لهذا الشخص وسيكون له السلطة لنقل الأغنية لشخص آخر، في حالات أخرى قد تكون الموسيقى ملكية للشعوب التي نشأت منها.
تتنوع أنماط الموسيقى وأهدافها بشكل كبير بين القبائل الأمريكية الأصلية ومع ذلك يوجد مفهوم مشترك بين العديد من الشعوب الأصلية وهو ترابط الموسيقى بالسلطة، مثلًا يعتقدوا شعب بيما أن العديد من أغانيهم تمنح في بداية الخلق وتُغنى بواسطة الخالق، كان يعتقد أن بعض الأشخاص يمتلكون موهبة موسيقية أكثر من الآخرين بسبب قوة فردية خاصة يتمتعون بها هذه الأفراد. 

## الجنس
في مجتمعات السكان الأصليين المختلفة تلعب الجنسانية دورًا مهمًا في الموسيقى. يقوم الرجال والنساء بأدوار تختص بالجنس في العديد من الأنشطة الموسيقية مثل الآلات والأغاني والرقصات التي غالبًا ما تكون خاصة بأحد الجنسين وتكون العديد من الإعدادات الموسيقية تحت سيطرة صارمة للجنس، في الحفلات الراقصة الحديثة تلعب النساء دورًا حيويًا كمغنيات وراقصات مساعدات، على سبيل المثال يقومون قبيلة شيروكي بإقامة رقصات قبل ألعاب كرة العصا، في هذه الأحداث التمهيدية للعبة يؤدون الرجال والنساء رقصات منفصلة ويتبعون قوانين منفصلة، يرقص الرجال في دائرة حول النار بينما ترقص النساء في مكانهم ويغنون الرجال أغانيهم الخاصة بينما يتم غناء أغاني النساء لهم بواسطة شخص مسن، تشير أغاني الرجال إلى القوة وتستنزف أغاني النساء القوة من فريق كرة العصا المنافس، في بعض المجتمعات يوجد عادات تقتضي أن تعزف بعض الطبول الاحتفالية من قبل الرجال فقط، بالنسبة للهنود من السهول الجنوبية فإنهم يعتقدون أن الروح العظيمة منحت أول طبلة لامرأة وأوصتها بمشاركتها مع جميع النساء من الأمم الأصلية ومع ذلك توجد أيضًا قيود تمنع النساء من الجلوس على طبلة البيج.
تتميز العديد من ثقافات الموسيقى القبلية بندرة نسبية في الأغاني والرقصات التقليدية للنساء خاصة في الشمال الشرقي والجنوب الشرقي، بالرغم من ذلك تعتبر المنطقة الجنوبية واحة لتقاليد موسيقية نسائية بارزة في استخدام الأرجل المرنة لأداء الرقصات التقليدية والصداقة وكذلك غناء النساء خلال مسابقات لعبة الخيل والكرة وتميل قبائل الساحل الغربي لأمريكا الشمالية إلى التميز في الموسيقى النسائية، مع وجود أغاني حب نسائية خاصة وأغاني طبية وأغاني لعبة اليد؛ كما تتميز المنطقة الجنوبية الغربية بتنوعها الكبير في العروض الموسيقية النسائية مع تأدية دور رئيسي في الرقصات الاحتفالية والآلات الموسيقية والأدوار الاجتماعية. تلعب النساء أيضًا دورًا حيويًا في الاحتفالات الرسمية لرقصة الشمس في السهول الكبرى وحوض الكبرى ويغنون خلال الرقصات الاجتماعية ومازالت نساء شوشوني يغنون أغاني رقصة الشبح حتى الثمانينيات من القرن الماضي. 

## التاريخ
الموسيقى والتاريخ مرتبطان ارتباطًا وثيقًا في حياة السكان الأصليين الأمريكيين، فتاريخ كل قبيلة يُروى ويُعاد سرده باستمرار من خلال الموسيقى وهذا يساهم في الحفاظ على التراث التاريخي بشكل شفهي. تختلف الروايات التاريخية هذه بشكل كبير من قبيلة لأخرى وتشكل جزءًا أساسيًا من هوية القبائل، بالرغم من ذلك لا يمكن التحقق من صحة هذه السرديات التاريخية؛ حيث إن أقدم وثائق الموسيقى الأمريكية الأصلية تمت مع وصول المستكشفين الأوروبيين. تم تاريخ آلات الموسيقى والرسومات التي تصور الموسيقى والرقص بعيدًا إلى القرن السابع ولكن تشير الأدلة الأثرية إلى وجود آلات موسيقية في أمريكا الشمالية تعود إلى فترة العصر القديم (حوالي 8000-1000 قبل الميلاد)، وتشمل تلك الآلات مثلاً مراجل قشر السلحفاة.
برونو نتل يشير إلى أن نمط منطقة الحوض الكبير هو أقدم نمط موسيقي وشائع في جميع أنحاء القارة قبل وسط أمريكا، ولكنه استمر في البقاء في منطقة الحوض الكبير فقط وفي أنواع الأغاني المهدئة والمقامرة والحكاية في أنحاء القارة. يُعتقد أن النمط الذي يتميز بتقنية صوتية مريحة واستعراض صوتي قد نشأ في وسط أمريكا وانتشر شمالًا وخاصة في مناطق كاليفورنيا؛ يومان والمناطق الموسيقية الشرقية. وفقًا لنتل تتميز هذه الأنماط أيضًا ببساطة نسبية في الإيقاع والآلات الإيقاعية مع استخدام المقامات البنتاتونية والأنغام التي تتكون من أجزاء قصيرة تتطور لتصبح أجزاء أطول.
خلال هذه العملية ربما تأثرت الموسيقى الشمالية الأمريكية بثلاثة أنماط آسيوية عبر مضيق بيرينغ وجميعها تتميز بتقنية صوتية تنبض بالحيوية وقد تكون واضحة في قبائل باليو-سيبيرية الأخيرة مثل تشوكتشي ويوكاغير وكورياك. قد تكون هذه الأنماط أيضًا أثرت على مناطق السهول-البويبلو والأثاباسكان والإنويت-ساحل الشمال الغربي، كما أشار نتل بأن الحدود بين هذه التأثيرات المتجهة جنوبًا وتلك المتجهة شمالًا هي في المناطق ذات التعقيد الموسيقي الأكبر: ساحل الشمال الغربي وموسيقى بويبلو وموسيقى النافاهو، تشير الأدلة إلى وجود تأثيرات بين ساحل الشمال الغربي والمكسيك، على سبيل المثال من خلال صفارات على شكل طيور ومنطقة السهول-البويبلو تأثرت وما زالت تؤثر على الثقافات المحيطة بها؛ حيث يتعلم الموسيقيون المعاصرون في جميع القبائل أنماطًا عابرة للقبائل متأثرة بالسهول-البويبلو مثل أغاني البيوتي.

## التأثير
أكد الملحن أنتونين دفورجاك أثناء وجوده في الولايات المتحدة أن مستقبل الصوت الأمريكي في الموسيقى يكمن في الموسيقى الأفريقية الأمريكية والموسيقى الأمريكية الأصلية ودعم نموهما في الولايات المتحدة، كان لديه هدف في اكتشاف "الموسيقى الأمريكية" وطالب الملحنين الأمريكيين بالنظر إلى هذه الثقافات الموسيقية للدراسة والاستلهام. على الرغم من اختلاف جذور الموسيقى الأمريكية الأصلية والموسيقى الأفريقية الأمريكية، إلا أنهما يشتركان في بعض السمات المشتركة مثل الألحان البنتاتونية المميزة والإيقاعات المعقدة.
في هذه الدراسة عن الصوت الأمريكي فقد كتب:
موسيقى الشعب تشبه زهرة نادرة وجميلة تنمو بين الأعشاب المتسللة يمرون بها الآلاف بينما يدوسها آخرون بأقدامهم وبالتالي فإن الفرصة قد تكون محال لكي يراها أحد الأرواح المميزة الذي سيقدرها فوق كل شيء آخر.
خلال تلك الفترة كتب أيضًا سيمفونيته رقم 9 بعنوان "من العالم الجديد" التي أصبحت واحدة من أكبر نجاحاته.
أوضح قبل أداء السيمفونية أن العمل تم كتابته تحت تأثير دراسة جادة للموسيقى الوطنية للهنود الأمريكيين الشماليين، على الرغم من أن دفورجاك كان يعتقد في ذلك الوقت أن الموسيقى الأمريكية الأصلية تشبه الموسيقى الأفريقية الأمريكية أكثر مما هي عليه في الواقع وذلك بسبب وجود الألحان البنتاتونية في أغاني كل ثقافة. 

## الدراسة الأكاديمية
يوجد أدلة أثرية على الموسيقى الأمريكية الأصلية تعود إلى فترة العصر القديم (حوالي 8000-1000 قبل الميلاد)، بالرغم من ذلك فإن أقدم الوثائق المكتوبة تعود إلى وصول المستكشفين الأوروبيين إلى القارة الأمريكية وأقدم الأبحاث الأكاديمية في هذا المجال تمت في نهاية القرن التاسع عشر، خلال تلك الفترة قام الموسيقيون وعلماء الفولكلور بجمع ودراسة الموسيقى الأمريكية الأصلية وطرحوا نظريات حول الأنماط الموسيقية الأصلية لهذه الثقافة.
بدأت البحوث المنهجية المزيدة في مجال الموسيقى الأمريكية الأصلية في أوائل القرن العشرين، قاد هذا الجهد موسيقيون مقارنون مثل فرانسيس دينسمور وناتالي كورتيس وجورج هيرزوغ وهيلين هيفرون روبرتس، كانت دينسمور الأكثر إنتاجية في تلك الفترة حيث نشرت أكثر من مائة عمل عن الموسيقى الأمريكية الأصلية وقد أثر طفولتها التي قضتها في الاستماع إلى شعوب الداكوتا في تشكيل تقديرها للموسيقى الأصلية،على مدار حياتها فقد قامت دينسمور بتسجيل أكثر من ألف أغنية قدمها الأمريكيون الأصليون على مدى خمسين عامًا بدءًا من عام 1907 واشتهرت دراساتها بأنها تمت مع أفراد كبار السن وبتأثير ضئيل من التقاليد الموسيقية الغربية وشملت مجموعة واسعة من مناطق المنشأ الجغرافية، تم توثيق العديد من التسجيلات التي قامت بها وتخزينها الآن في مكتبة الكونغرس للاطلاع عليها من قبل الباحثين والوفود القبلية.
تم تضمين الموسيقى الأمريكية الأصلية كجزء من البحوث الإثنوموسيقية منذ الخمسينات وتعاون في دراستها عدد من العلماء مثل برونو نتل وويليام باورز وديفيد ماكاليستر وغيرهم. 

## مجالات الموسيقى

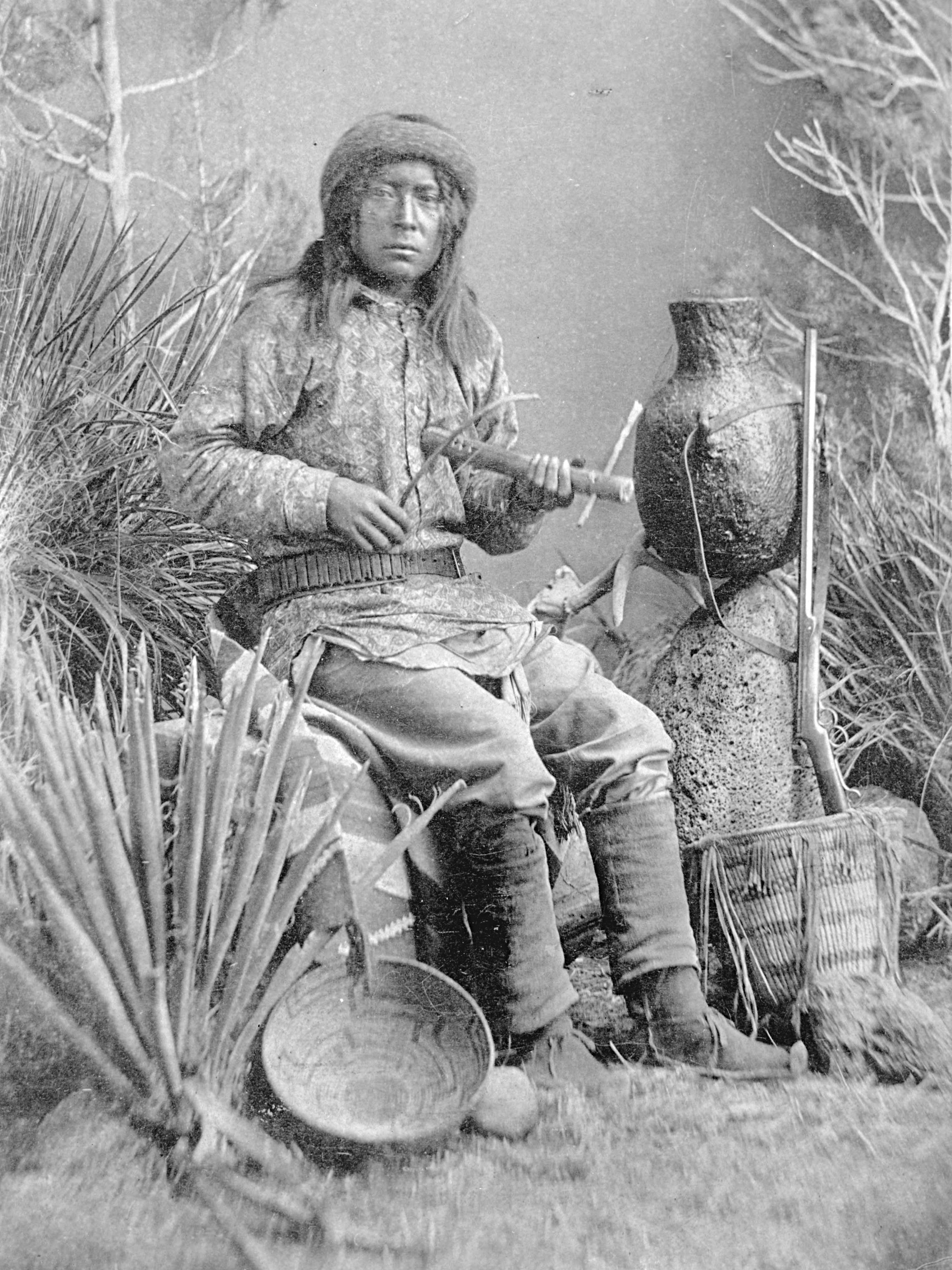
موسيقي أباتشي يعزف على "كمان الأباتشي"

يستخدم نتل تصنيفًا للمجالات الموسيقية يتقارب تقريبًا مع المناطق الثقافية المحددة من قبل ويسلر وكروبر ودرايفر وتشمل هذه المجالات: إينويت وساحل شمال غرب القارة الأمريكية وحوض البحيرات الكبرى وكاليفورنيا ويومان والسهول والبويبلو والأثاباسكان والمنطقة الشرقية. 

### الجنوب الغربي
سكان الأمريكيين الأصليين في جنوب غرب الولايات المتحدة كانوا مقتصرين على استخدام الأدوات الموسيقية ذات الاهتزاز (إيديوفون) وأدوات الموسيقى ذات تيار الهواء (آلة هوائية) كوسائل لإنتاج الأصوات وذلك ابتداءً من القرن السابع وكانت من بين الإيديوفونات المستخدمة: ألواح الرنين والطبول ذات الأرجل وحجارة الاصطدام والأدوات المهزوزة وأدوات الرنين المصنوعة من الأواني وجراس النحاس والطين، من بين الآلات الهوائية المستخدمة: جهاز الصوت الدوار والصفارات والنايات القابلة للتحلل وصفارات الطين ذات الرنين وبوقات الصدف وآلات القصب القديمة وكان الناي الخشبي ذو أهمية خاصة.
جنوب غرب الولايات المتحدة الجافة هي موطن لمجموعتين رئيسيتين من الثقافات ذات الصلة وهما البويبلو والأثاباسكان، إن القبائل الجنوبية الأثاباسكان مثل النافاجو والأباتشي يتميزون بأنهم يغنون بأسلوب الأصوات الأنفية السهلة مع الألحان الأحادية غير الممزوجة بينما يولي البويبلو أهمية كبيرة للنطاق المنخفض وأسلوب موحد ممزوج بشكل عالٍ، تتميز أغاني الأثاباسكان بالسرعة وتستخدم الطبول أو الأدوات الاهتزاز بالإضافة إلى آلة فريدة من نوعها في هذه المنطقة وهي كمان الأباتشي المعروف أيضًا باسم "تسييدواتل" وتعني "الخشب الذي يغني" في لغة الأباتشي.
أغاني البويبلو معقدة ومفصلة بعناية وعادة ما تتكون من خمسة أجزاء مقسمة إلى أربعة أو أكثر من العبارات، تتميز هذه الأغاني بتقديم صيغ تمهيدية وختامية مفصلة بشكل دقيق،تكون الأغاني البويبلو أبطأ في الإيقاع مقارنةً بأغاني الأثاباسكان وتستخدم مجموعة متنوعة من آلات الإيقاع كمرافقة.
وفقًا لوصف نتل عن الموسيقى البويبلو بما في ذلك الموسيقى الهوبي والزوني وتاوس بويبلو وسان إلديفونسو بويبلو الذي ذكر بأنها واحدة من أكثر الموسيقى تعقيدًا على القارة، حيث تتميز بزيادة في الطول وعدد درجات النغم (سداسي وسباعي شائع) وتنوع الشكل والتحكم الموسيقي والمرافقة الإيقاعية وتتراوح ما بين الأوكتاف والثنيتون، يشمل تعقيد الإيقاع ما يعادله في منطقة السهول ويشير نتل إلى أن أغاني الرقص الكاشينا هي أكثر الأغاني تعقيدًا وأن المواد الهوبي والزوني تعتبر الأكثر تعقيدًا بين البويبلو بينما تكون الموسيقى التانوانية والكيريسانية أكثر بساطة وتتوسط بين الموسيقى السهولية والبويبلو الغربية، تعتبر موسيقى شعب البيما والتوهونو أودهام وسيطة بين الموسيقى السهولية-البويبلو ومنطقة الموسيقى الكاليفورنية-اليومان؛ حيث تتضمن حركة اللحن التي تشبه الموسيقى اليومانية وتأخذ في الاعتبار الشكل والإيقاع المميزين للبويبلو.
يصف نتل موسيقى الأثاباسكان الجنوبية؛ بما في ذلك موسيقى الأباتشي والنافاهو بأنها من أبسط أنماط الموسيقى بجوار أسلوب حوض البحيرة الكبيرة، تتميز هذه الموسيقى بأنها تتبع شكلًا قصيديًا وتستخدم أصوات مشدودة مثل النبض والصوت العالي المزيف وتستخدم مقامات تتألف من ثلاثة وأربعة نغمات تشكل مثلثًا (ثالوث) وتتميز بإيقاعات بسيطة وقيم محدودة (غالبًا ما تكون اثنتان فقط لكل أغنية) وتحتوي على تحولات لحنية منحنية وتتضمن فواصل موسيقية كبيرة تتميز بغلبة الثلاثات الكبرى والثلاثات الصغرى والرباعيات المثالية والخامسات المثالية وغالبًا ما تتضمن قفزات أوتار الجواب، تتشابه أغاني البيوت ببعض خصائص موسيقى الأباتشي وموسيقى السهول-البويبلو؛ حيث تم ترويجها بين قبائل السهول بواسطة شعب الأباتشي.
يصف نتل الموسيقى الكاليفورنية-اليومان بأنها تتميز بمجموعة من الخصائص البنيوية، تشمل هذه الموسيقى موسيقى قبائل بومو وميواك ولويسينو وكاتالينيو وغابريلينو، بالإضافة إلى قبائل يومان مثل موهافي ويومان وهافاسوباي وماريكوبا، يتم استخدام التصاعد بشكل متكرر في معظم الأغاني وتستخدم تقنية صوتية مسترخية وغير متناغمة تشبه الموسيقى الكلاسيكية الأوروبية، تحتوي الموسيقى على كمية ملحوظة من المواد المتساوية الإيقاع وتظهر بعض الاتجاهات المتساوية في الإيقاع، تتميز الإيقاعات ببساطتها وتستخدم مقامات بنتاتونية تخلو من النغمات النصفية، يتراوح النطاق الميلودي في المتوسط حوالي أوكتاف واحدة وتشمل الأنماط التسلسلية والأشكال المتزامنة مثل مجموعة السدسة والثمنية والسدسة عشرة،يختلف شكل التصاعد المستخدم في المنطقة؛ حيث يكون مرتبطًا إيقاعيًا بالجزء السابق غير المتصاعد مع اختلاف في المواد الميلودية أو الارتفاع. يمكن أن يكون التصاعد لا يتجاوز أعلى نغمة في الجزء الأصلي ولكنه يحتوي على عدد أكبر من النغمات الأعلى، في كاليفورنيا يكون الجزء غير المتصاعد عادةً عبارة متكررة ويتم ترتيب العبارة المتصاعدة بمجرد نقلها بثمانية نغمات أعلى، بينما في قبائل يومان يتم استخدام أجزاء غير متصاعدة تتكرر طويلاً وتتألف من عدة عبارات وتتميز العبارة المتصاعدة بأنها تتألف من ثلاثة إلى خمس عبارات يتم أداؤها مرة واحدة فقط، في جنوب كاليفورنيا يمكن العثور على الأشكال السابقة والتقدمية، آلة فريدة في الموسيقى الكاليفورنية هي عصا القرع وهي آلة إيقاعية تصنع من تشقق فرع شجرة الكرفس وتستخدم لمرافقة المغنين والراقصين.
في جنوب كاليفورنيا اليوم يتم الحفاظ على الموسيقى التقليدية لشعب كاهويا عن طريق أداء أغاني الطيور، تعتبر أغاني الطيور سلسلة من الأغاني تصور قصة هجرة شعب كاهويا نحو الجنوب وتحمل في طياتها دروسًا حول الحياة ومواضيع أخرى وتتألف هذه الأغاني من أكثر من 300 قطعة موسيقية، تُؤدى تقليديًا وفقًا لتسلسل محدد، يبدأ أداء أغاني الطيور عند غروب الشمس ويستمر حتى شروق الشمس، كل ليلة لمدة أسبوع حتى اكتمال دورة الأغاني وبالتالي يُعتبر الحنكة الجسدية والصوتية صفات مهمة جدًا لدى الفنانين المشاركين.

### الغابات الشرقية
تسكن الشعوب الأصلية لمناطق الغابات الشرقية مساحة واسعة من الولايات المتحدة وكندا ويمكن التمييز بينهم وفقًا لنتل بواسطة الأنتيفونية (نمط الغناء التبادلي) التي لا تحدث في مناطق أخرى، تشمل أراضيهم مناطق المحيط البحري في كندا وإنجلترا الجديدة والمنطقة الوسطى الأطلسية في الولايات المتحدة والبحيرات العظمى وجنوب شرق الولايات المتحدة. تتميز الأغاني بتعقيد إيقاعي وكذلك بالتغييرات المتكررة في القياس والعلاقة الوثيقة بالرقص الطقوسي. الناي والصافرات هي آلاتٌ منفردة وتُستخدم مجموعة واسعة من الطبول والأرجوحات مضربة العصي. يصف نتل منطقة الموسيقى الشرقية بأنها المنطقة بين نهر المسيسيبي والمحيط الأطلسي، أكثر الأنماط تعقيدًا هي تلك التي تنتمي إلى جماعات جنوب شرق الكريك ويوتشي وشيروكي وتشوكتاو وإيراكوي ولغتهم؛ بينما الأنماط الأبسط تكون تلك التي تنتمي إلى جماعة اللغة الألغونكوية بما في ذلك ديلاوير وبينوبسكوت، يتحدثون الشاونيون اللغة الألغونكوية لديهم أسلوب نسبيًا معقد يتأثر بالقبائل الجنوبية الشرقية المجاورة.
تشمل سمات هذه المنطقة بشكل عام عبارات تكرارية قصيرة وعلاقات متجددة وصيحات قبل الغناء وأثناءه وبعده بمقاييس بنتاتونيك بدون نصف طاوي وإيقاعات وقياسات بسيطة، وفقًا لنتل فإن تقنيات الأنتيفونية أو الاستجابة بما في ذلك "التعدد الصوتي التقليدي المضروب"، تميل الحركة الميلوديكية إلى الانخفاض التدريجي في جميع المناطق وتشمل الأصوات كمية معتدلة من التوتر والنبض.

### السهول الكبرى
تمتد الموسيقى في منطقة السهول الكبرى عبر وسط غرب الولايات المتحدة وكندا وتتميز بالنزول المتدرج وهو يعني أن اللحن ينحدر تدريجيًا بمقدار أوكتاف نحو الأسفل بخطوات تتتابع. تعزف الموسيقى بنمط منفوني حيث يوجد سطر واحد للنغمة بدون توافق وتستخدم الأغاني تكرارًا غير كامل؛ مما يعني أن الأغاني تنقسم إلى جزئين ويتم تكرار الجزء الثاني دائمًا قبل العودة إلى البداية.
الطبول الجلدية ذات الوجهين الكبيرة هي سمة مميزة لقبائل السهول الكبرى، النايات الفردية ذات الطرف المنفوخ (الفلاجيوليه) شائعة أيضًا في هذه المنطقة.
يصف نتل الهنود الأمريكيون في منطقة السهول الوسطى من كندا إلى تكساس مثل البلاكفوت والكرو والداكوتا والشايان والأراباهو والكيوا والكومانش، كأكثر القبائل تمثيلًا وبساطة في منطقة الموسيقى السهولية-بويبلو. تتميز موسيقى هذه المنطقة بالتوتر الصوتي المتطرف والنبض القوي والتفضيل الميلودي للربع المثالي ونطاق صوتي يتراوح بين عشرة درجات وتعقيد الإيقاع وزيادة استخدام السلالم التتراتونية، تتميز موسيقى الأراباهو والشايان بتفاقم هذه السمات، بينما تتميز القبائل الشمالية وخاصة موسيقى البلاكفوت بمواد أكثر بساطة ونطاقات صوتية أصغر وعدد أقل من درجات السلم الموسيقي. 
موسيقى الأراباهو وفقًا لنتل تتضمن الأغاني الطقوسية والعادية مثل رقصة الشمس الطقسية التي تُقام في فصل الصيف عندما يجتمع فروع الأراباهو المختلفة. تتألف الأغاني التقليدية للأراباهو من قسمين يظهران تناقصًا تدريجيًا في الإيقاع والنغمة، تمتاز بنطاق يزيد عن الأوكتاف وتشتمل على مقاييس تتراوح بين أربعة وستة أصوات، بعض الأغاني الطقسية تحصل على شكل رؤى في حين يتم تعليم البعض الآخر كجزء من مراسم انتماء الرجل إلى جماعة عمرية معينة؛ فتشمل العديد من الرقصات الاجتماعية مثل رقصات الدوران بإيقاع ثلاثي وكذلك الأغاني التي تهدف إلى إلهام المحاربين أو تسليط الضوء على أفعال حديثة، يوجد أيضًا أغاني يقال إنها تم تعليمها من قِبَل روح حارسة، يجب أن يتم غناؤها فقط عندما يكون الشخص الذي تلقى التعليم على وشك الموت. 

### الحوض العظيم
موسيقى الحوض العظيم تتميز بالبساطة والتواضع والزخرفة، تتمثل سماتها في الألحان القصيرة التي تمتد على مدى أقل من أوكتاف والأداء المونوفوني المتوسط الانسجام والأصوات الهادئة والمفتوحة والهيكل الموسيقي غير الاعتيادي وهو الهيكل الذي يتكون من جملتين يتم تكرارهما مع وجود جملتين إضافيتين واحدة أو اثنتين. يمكن تمثيل نمط هذا النوع من الأغاني على النحو التالي: AA BB CC AA BB CC، وهكذا.
يصف نتل الموسيقى في منطقة حوض جريت باسن الذي يضم معظم صحراء يوتا ونيفادا (بايوت ويوتي وشوشوني) وجزء من جنوب أوريغون (مودوك وكلايماث) بأنها "بسيطة للغاية"، تتميز هذه الموسيقى بنطاقات ميلودية تتراوح قرابة الثالث المثالي ومقامات تتكون في الغالب من أربع نغمات وأشكال موسيقية قصيرة. تتكرر غالبية الأغاني حيث يتم تكرار كل عبارة مرة واحدة ولكن يوجد أحيانًا أغاني تحتوي على تكرارات متعددة. تحتوي العديد من الأغاني لدى مودوك وكلايماث على عبارة واحدة مكررة فقط وتحتوي العديد من المقامات على نغمتين أو ثلاث نغمات فقط وقد تم نقل هذا النمط الموسيقي إلى سهول جريت بلينز عن طريق ديانة الرقصة الشبحية التي نشأت بين البايوت، تتميز بنمط متكرر للعبارات وأسلوب صوتي هادئ وغير منتظم، يرجع هيرتسوج الأغاني الهادئة وقصص الأغاني وأغاني القمار التي توجد في جميع أنحاء القارة تاريخيًا إلى الموسيقى في حوض جريت باسن التي تم الحفاظ عليها بسبب العزلة الثقافية النسبية والكثافة السكانية المنخفضة. 

### الساحل الشمالي الغربي
الأصوات المفتوحة مع الأحادية شائعة في إقليم الشمال الغربي أو في كولومبيا البريطانية، على الرغم من وجود البوليفونية أيضًا (هذه المنطقة هي الوحيدة في أمريكا الشمالية التي تمتلك بوليفونية أصلية). يتميز الموسيقى بالفترات الموسيقية المتناقضة التي ترافق الألحان الطويلة وتكون الإيقاعات معقدة وقوية مستمدة من النطق، تتنوع في هذه المنطقة، تتنوع الآلات الموسيقية أكثر من باقي أمريكا الشمالية وتشمل مجموعة واسعة من الصفارات والنايات والقرون وآلات الإيقاع.
وفقاً لوصف نتل فيُعتبر الموسيقى لدى قبائل كواكواكاواكوا، نو-تشاه-نالث، تسيمشيان، ماكاه، وكويليوت واحدة من أكثر الموسيقى تعقيداً على القارة، يتميز موسيقى القبائل الساليشية (نلاكا'باموكس، نكسالك، وسليامون وغيرها) باعتبارها وسيطة بين هذه القبائل وموسيقى الإنويت. تعزز موسيقى قبائل الساليش بشكل أكبر سمات الموسيقى الهامة في موسيقى الإنويت، على الرغم من ذلك فإن حركة اللحن لديهم غالباً طابع المرجح حيث يقفز اللحن بين فترات واسعة من النطاق، تُعتبر موسيقى الساحل الشمالي الغربي من بين أكثر الموسيقى تعقيداً على القارة خاصة فيما يتعلق بالبنية الإيقاعية؛ فهي تتميز بأنماط إيقاعية معقدة تختلف عن اللحن الصوتي والآلات الإيقاعية الصلبة والمرنة. يشير نتل أيضاً إلى استخدام غير مسجل للبوليفونية الناشئة في شكل الطنين أو الفترات الموازية؛ بالإضافة إلى الأشكال الأنتفالية والاستجابية، تكون الأصوات مشدودة للغاية مما ينتج عنه تبايناً ديناميكياً وتزييناً ونبضاً، كما يتم استخدام لهجات مفاجئة متعددة في نغمة واحدة مستمرة. 

### القطب الشمالي
يشتهر الإينويت في ألاسكا والأقاليم الشمالية الغربية وإقليم اليوكون ونونافوت وجرينلاند بالغناء الحلقي وهو أسلوب غنائي غير عادي يوجد فقط في عدد قليل من الثقافات في جميع أنحاء العالم، يتضمن الشكل التقليدي للغناء الحلقي للإينويت عادة اثنتين من الإناث واقفتين وجها لوجه؛ حيث تقوم المغنية الأولى بإيجاد نمط إيقاعي باستخدام أصوات مسموعة أو غير مسموعة وتقوم المغنية الثانية بملء الفجوات في الإيقاع باستخدام هذه الأصوات. تختلف هذه الأصوات تمامًا عن الغناء الحلقي التوفاني الذي يتضمن صوت الصفير والأصوات الأنفية ولكن الصوت المميز الأكثر بروزًا فيه هو الصوت المنخفض المتعجب، بدلاً من ذلك ينتجون الأصوات من خلال الاستنشاق والزفير، في أغلب الأحيان مزيجًا من الاثنين بوتيرة سريعة مما ينتج عرضًا موسيقيًا رياضيًا. يُستخدم الغناء الحلقي كأساس للعبة بين الإينويت؛ حيث يحاول كل مغني الحفاظ على وتيرة وإيقاع الثنائي دون الفشل والفائز في هذه اللعبة هو الشخص الذي يتمكن من تغلب على أكبر عدد من الأشخاص في هذه المسابقات. الموسيقى في منطقة القطب الشمالي تتميز بالألحان ذات النطاق الضيق والتأثيرات القصصية على غرار المناطق الشمالية الغربية، كما أن النغمات المتكررة تعلن نهاية العبارات الموسيقية، فإن الطبول الصندوقية الدف الصغير المشابهة للطبولين منتشرة بشكل شائع، بالإضافة إلى ذلك يستخدم شعب القطب الشمالي جهازًا يسمى "البول رور" كألعاب للأطفال أو في طقوس تجمد الثلج لتسهيل السفر. يصف نيل الموسيقى الإسكيمية بأنها واحدة من أبسط أنماط الموسيقى على القارة حيث يتميز الغناء بأسلوب الترتيل وتنظيم إيقاعي معقد ونطاق ميلودي صغير يتراوح حوالي السداسة، تتميز الثالثات الكبرى والثواني الصغرى بشكل ميلودي مع وجود حركة ميلودية متموجة. 

## الموسيقى بين القبائل
يوجد العديد من أنواع الموسيقى التي تمتد عبر قبائل مختلفة، أما القبلية الشاملة هي اعتماد متجانس للتقاليد من المجتمعات الأجنبية؛ منذ صعود الولايات المتحدة وكندا قام السكان الأصليون الأمريكيون بتشكيل هوية مشتركة واخترعوا الموسيقى الهندية الشاملة، تشمل بشكل مشهور الاحتفالات الهندية المعروفة باسم "باواو" وأغاني البيوت وأغاني الشرف أو النصر.
أغاني البيوت المستمدة من شعب الأباتشي والصلوات في الكنيسة الأمريكية الأصلية، تستخدم أنغام هابطة وأداء صوتي منفرد. يتم استخدام الرنات وطبول الماء كأدوات موسيقية وتتميز بإيقاع سريع، أما أغاني الطقوس الاحتفالية في السهول العظيمة فهي تشكل الأساس للاحتفالات الهندية الشاملة بين القبائل وتتميز بموسيقاها التي تنحدر بشكل تدريجي والأصوات الأنفية وهما سمتان مميزتان للسهول.
مثال على أغنية بين القبائل هو أغنية AIM؛ حيث تستخدم هذه الأغنية كلمات غير مفهومة تعرف بـ فوكابلز (اللفظة) لتجعلها مفهومة ومقبولة لجميع القبائل ومع ذلك بسبب أصولها من شعبي اللاكوتا والأوجيبوي فإنها لا تزال تحتفظ ببعض سمات من السهول الشمالية وبحيرات العظمى وتسمى "النمط الشمالي" بالمقابل للنمط "الجنوبي" الأبطأ.
ابتكر جون ترودل (قبيلة داكوتا) في الثمانينات نوع جديد من الشعر المنطوق يعرف بـ "الكلمات المنطوقة بالكلمات" وذلك ابتداءً من ألبومه "أكا غرافيتي مان" (1986) وفي العقد التالي حدثت مزيد من الابتكارات في موسيقى السكان الأصليين الأمريكيين، بما في ذلك إصدار روبي روبرتسون (عضو فرقة ذا باند) موسيقى تصويرية لفيلم وثائقي بعنوان "موسيقى للأمريكيين الأصليين" التي حققت نجاحًا محدودًا في الوسط الرئيسي، كما قام فيرديل برايمو وجوني مايك بتحديث أغاني البيوت التقليدية وقد بدأوا هذه التجربة في ألبومهم "مسار مقدس: أغاني الشفاء لكنيسة الأمريكيين الأصليين".
وايلا (أو موسيقى "تشيكن سكراتش" لشعب توهونو أودهام) حققت شهرة واسعة بين المجتمعات الأمريكية الأصلية، حيث يعتبر فرق مثل جواكين بروذرز من أبرز المؤدين، بينما تتمتع فرق الهيب هوب مثل ويثاوت ريزيرفيشن وروبي بي وبويز فروم ذا ريز (التعليم على الأراضي المحجوزة) بنكهة فريدة تميزها كونها ذات أصول أمريكية أصلية في الموسيقى الهيب هوب، في الوقت نفسه ينتج الموسيقيون الشباب من السكان الأصليين مثل ريد إرث ("زيا سول" 2003) ودي جي أبيل، وديريك ميلر، وإيثنيك ديجينريشن، ووار ووتر، وكاسبر موسيقى رائعة ومتنوعة في الساحة الأندرغراوند (تتنوع بين الهيب هوب والفانك والريغي والميتال) التي تتحدى الصور النمطية للشعوب الأصلية وذلك بدون دعم من الشركات الموسيقية التقليدية.
الأوبرا الأمريكية الهندية هي تقليد موسيقي مشترك بين القبائل الأمريكية الأصلية تم إنشاؤه عندما تعاونت جيرترود بونين وهي ناشطة يانكتون داكوتا مع الملحن الكلاسيكي ويليام هانسون لإنشاء أوبرا "سان دانس" في عام 1913. أدت المغنية الأوبرالية ميزو-سوبرانو من أمة شيروكي وباربارا ماكاليستر في العديد من فرق الأوبرا وغنت في دار الأوبرا المتروبوليتان في نيويورك، بينما تقدم فرقة برويل لاكوتا برويل وأوبرا الروك الأمريكية الهندية عروضًا موسيقية معاصرة بالكامل بما في ذلك "حفل المصالحة بين الثقافات". 

### الناي الأمريكي الأصلي
حقق الناي الأمريكي الأصلي بعض الشهرة بفضل صوته المميز واستخدامه في تسجيلات موسيقية متنوعة من فئة موسيقى العصر الجديد والعالمية، تم استخدام موسيقاه في عمليات المغازلة والشفاء والالتئام والطقوس الروحية.
في أواخر الستينات شهدنا حركة تجديد الجذور التي ارتبطت بالناي؛ حيث ظهرت موجة جديدة من لاعبي الناي والحرفيين مثل دوك تيت نيفاكوايا (كومانشي) وكارل رنينج دير، من بين الفنانين المميزين والحائزين على جوائز في مجال الناي الأمريكي الأصلي، نذكر: ماري يونجبلود، كيفين لوك، تشارلز ليتليف، جاي ريد إيجل، روبرت تري كودي، روبرت ميرابال، جوزيف فايركرو، وجيف بول، أما تومي وايلدكات هو لاعب ناي معاصر ويصنع الناي التقليدي الخاصة بالشيروكي من قصب النهر ويجب أن نذكر بشكل خاص ر. كارلوس ناكاي (تغييرات، 1983) الذي حقق شهرة ذهبية واعترافًا رئيسيًا بفضل مزيجه المميز للناي مع أنواع موسيقية معاصرة أخرى.
الناي الأمريكي الأصلي هو الناي الوحيد في العالم الذي يتم بناؤه بوجود غرفتي هواء. يوجد جدار داخل الناي يفصل بين الغرفة العلوية (الهواء البطيء) والغرفة السفلية التي تحتوي على الصفارة وثقوب الأصابع. تعمل الغرفة العلوية أيضًا كمحفز ثانوي يعطي الناي صوته المميز. يوجد ثقب في الجزء السفلي للغرفة الهوائية البطيئة وثقب (عادة ما يكون مربع الشكل) في الجزء العلوي من غرفة العزف. يتم ربط قطعة صغيرة (أو "طائر") مع قطعة فاصلة في الجزء العلوي من الناي لتشكيل تيار هوائي رقيق ومسطح لثقب الصفارة (أو "النافذة"). يستخدم بعض الناي الحديث تجويفًا تحت القطعة أو الناي نفسه للتخلص من الحاجة إلى القطعة الفاصلة.
الناي الأمريكي الأصلي "التقليدي" كان يتم بناؤه باستخدام قياسات تعتمد على الجسم مثل طول الناي يكون بناءً على المسافة من تحت الإبط إلى المعصم وطول الغرفة العلوية للهواء يكون بعرض قبضة اليد والمسافة من الصفارة إلى الثقب الأول أيضًا عرض قبضة اليد، كذلك المسافة بين الثقوب تكون بعرض إبهام اليد والمسافة من الثقب الأخير إلى النهاية عادةً تكون بعرض قبضة اليد، على عكس الموسيقى الغربية لم يكن لموسيقى الهنود الأمريكيين التقليدية معيار مرجعي موحد للصوت مثل A440 لذلك لم يتم توحيد الناي من حيث الصوت.
تاريخيًا؛ كانت نايات الهنود الأمريكيين معتادة على التأليف بناءً على مقياس مينور بنتاتونيك (مثل النغمات السوداء على البيانو) مما يمنح الآلة صوتها الجميل المميز والمؤثر وفي الآونة الأخيرة بدأ بعض المصنعين في تجربة مقاييس مختلفة مما يوفر خيارات ميلودية جديدة للعازفين، بالإضافة إلى ذلك فإن الناي الحديثة عادة ما تكون مضبوطة على مفاتيح موسيقى متوافقة (مثل A أو D) حتى يتسنى لها العزف بسهولة مع آلات أخرى، تتراوح المفاتيح الجذرية الحديث للناي الأمريكي الأصلي في نطاق يقدر بحوالي ثلاثة ونصف أوكتافات من C2 إلى A5.
نايات الهنود الأمريكيين عادة ما تحتوي على 5 أو 6 ثقوب ولكن يمكن أن تكون الآلات بدون ثقوب أو تحتوي على سبعة ثقوب (بما في ذلك ثقب الإبهام)، يستخدم صانعو الناي المختلفون مقاييس وترتيبات أصابع مختلفة للناي.
بعض النايات الحديثة للهنود الأمريكيين الأصليين تسمى"ناي الطنين" وهي عبارة عن نايات متعددة (اثنتان أو أكثر) تم بناؤها معًا وعادةً تعزف الناي الطنين نغمة ثابتة يمكن للناي الآخر أن يعزف بجانبها بشكل متناغم.

### الطبول
الطبول لها تأثير كبير في موسيقى الهنود الأمريكيين، تختلف التقاليد بين القبائل المختلفة فيما يتعلق بالطبول وطرق عزفها، بالنسبة للطبول الكبيرة المستخدمة في الرقصات الكبيرة أو الاحتفالات الهندية الأمريكية فإن البنية الأساسية متشابهة في معظم القبائل؛ حيث تتكون من إطار خشبي أو جذع محفور ومجوف مع وضع جلد الحيوان (مثل الجلد الخشن أو جلد الأيل) مشدود فوق الفتحة بواسطة حبال عضلية ويكون حجم الطبول الهندية التقليدية كبيرًا،بقطر يتراوح بين قدمين وثلاثة أقدام وتعزف عادةً بشكل جماعي من قبل مجموعة من المغنين الجالسين حولها في دائرة، أما بالنسبة للطبول اليدوية الصغيرة ذات الجانب الواحد فتستخدم إطارًا أو قشرة أرق وتتم ربط سطح جلدي على جانب واحد فقط مع وجود أربطة عبر الجانب الآخر، يوجد نوعان أساسيان آخران للطبول المائية: نمط إيروكوا ونمط ياكي، إن الطبل المائي الإيروكوا هو وعاء خشبي صغير على شكل كوب يحتوي على ماء وجلد معالج مبلل مشدود على الفتحة العلوية وتتسبب الرطوبة والشدة في الجلد المعالج في تغيرات في النغمة أثناء عزف الطبل المائي على مر الوقت، أما نمط الطبل المائي الياكي فهو في الواقع نصف قرعة كبيرة الحجم تطفو في حوض ماء مثل فقاعة على السطح؛ حيث يتم ضرب السطح الخارجي الدائري للقرعة بعصا الطبل وتتم تضخيم الاهتزازات باستخدام حوض الماء كمكبر للصوت.
تم العثور على نوع آخر من الطبول المعروفة باسم "طبول القدم" في العديد من المواقع الأثرية للهنود الأمريكيين في جنوب غرب الولايات المتحدة ووسط كاليفورنيا؛ حيث كانت تعيش قبائل ميووك ومايدو وناوا وهوبي بهذه المناطق، كانت هذه الطبول عبارة عن جذوع فارغة ذات شكل نصف دائري توضع فوق حفر "مرنة" مغطاة بقطع خشب وتوضع وفقًا للتقاليد في كيفة أو دور الرقص، يتم عزف طبول القدم عن طريق الدوس على الجزء العلوي من الجذع الفارغ وتستخدم أعمدة الهيكل للثبات والتوازن.

### الجوائز
تم إطلاق حفل جوائز الموسيقى الأمريكية الأصلية المكرسة التي قدمت بنجاح اقتراحًا لجائزة جرامي لأفضل ألبوم موسيقى أمريكية أصلية في عام 1998 وما زالت تُعقد سنويًا. يعد حفل جوائز الموسيقى الأمريكية الأصلية (N.A.M.A.) أول برنامج جوائز وطني للموسيقى الأمريكية الأصلية في أمريكا الشمالية، نشأت هذه الجوائز نتيجة الحاجة إلى توفير تقدير أكبر للمبادرات الموسيقية الأمريكية الأصلية وتظل المنظمة ذات العضوية المهنية الأكبر في العالم.
من عام 2001 إلى 2011، قدمت جوائز الغرامي الأمريكية جائزة سنوية لأفضل ألبوم موسيقى أمريكية أصلية وتقدم جوائز جونو الكندية جائزة سنوية لأفضل تسجيل موسيقى للسكان الأصليين للعام، في 6 أبريل 2011 تم الإعلان عن دمج جائزة الغرامي لأفضل ألبوم موسيقى أمريكية أصلية مع فئات أفضل ألبوم موسيقى هاواي وأفضل ألبوم موسيقى زيديكو أو كاجون في فئة جديدة تسمى أفضل ألبوم موسيقى جذور إقليمية، كان هذا التغيير كجزء من إعادة هيكلة واسعة النطاق لفئات جوائز الغرامي. 

## العينات
تعتبر تسجيلة "Bice'waan Song.ogg" تسجيلًا صوتيًا من مكتبة الكونغرس التي تم جمعها بواسطة أليس كنينغهام فليتشر وفرانسيس لا فليش ونُشرت في عام 1897، كما أن المغني في التسجيل هو جورج ميلر الذي وُلد على الأرجح في حوالي عام 1852، وصفت هذه الأغنية على النحو التالي: إنها أغنية حب حقيقية تُعرف بـ "Bethae waan" في ثقافة الأوماها، تُغنى هذه الأغنية عادة في الصباح الباكر؛ حيث ينتظر العاشق ظهور الفتاة من الخيمة ومراقبتها وهي تذهب إلى الينبوع، تنتمي هذه الأغاني إلى فترة الخطوبة السرية وتسمى أحيانًا "Me-the-g'thun wa-an" - أغاني الخطبة. كانت تُغنى بدون طبل أو جرس أو هزاز لتسليط الضوء على الإيقاع الذي يستخدم فيه اللحن ويُشعر به فقط في العبارات الموسيقية، كما تم استخدام اهتزازات الصوت ورجة اليد أو رذاذ من نبات الأرتيميزيا أمام الشفاه لإضفاء تعبير أكبر وغالبًا ما كان يتأرجح الجسم بلطف وفقًا لإيقاع الأغنية،هذه المعلومات مستمدة من كتاب فليتشر عام 1894، الصفحة 156.
قم بتنزيل تسجيل الرقصة الشبحية (Download recording Ghost Dance )وأغنية المقامرة من قبيلة الهنود الأمريكيين شعب بايوت الشمالي وأراباهو من مجموعة مكتبة الكونغرس "إيميل برلينر وميلاد صناعة التسجيل" التي قدمها جيمس موني (ربما مع تشارلز موني ولكن لا يعتقد أن أي منهما هو هندي أمريكي أصلي) في 5 يوليو 1894.

## أنظر ايضًا
منزل الهنود الأمريكيين
قصيدة إيرا هايز

## الملاحظات
1. ↑  "نظرة عامة" لشارلوت هيث في موسوعة غارلاند للموسيقى العالمية. ص. 367 إلى 368. مؤرشف من الأصل في 2024-12-08.
2. ↑  الموسيقى الأمريكية الأصلية - غشاء الطبول. موسوعة بريتانيكا. استرجع في 30 أبريل 2021.  نسخة محفوظة 2023-09-27 على موقع واي باك مشين.
3. ↑  "استخراج سمات موسيقية للوظائف الاجتماعية في الموسيقى الأمريكية الأصلية". ريسيرش جيت. استرجع في 30 أبريل 2021. نسخة محفوظة 2023-10-30 على موقع واي باك مشين.
4. ↑  هيث، ص 368-370.
5. ↑  هيث، ص 368-369.
6. ↑  نظرة عامة 367-368.
7. ↑  كراوفورد، ص 4-5.
8. ↑  هيرندون، ص 14-16.
9. ↑  هيرندون 14-16.
10. ↑  أ ب هيث، "نظرة عامة" في موسوعة غارلاند للموسيقى العالمية، ص. 370-372.
11. ↑  أ ب هيرندون، ص. 124.
12. ↑  كراوفورد، ص. 3. يشير كراوفورد إلى أن "المعرفة التاريخية القيمة للموسيقي الأصلي" تندرج "بشكل أسهل في فئة الأسطورة بدلاً من الحقيقة".
13. ↑  يث، شارلوت، "نظرة عامة" في موسوعة غارلاند للموسيقى العالمية، ص. 366
14. ↑  جيلريث-براون، أندرو؛ بيريس، تانيا م. (2018). بيهل، بيتر (محرر). "دراسة تجريبية حول إنتاج أداة تصوير صدفة السلحفاة وتأثيراتها على تشكيلات الحياة الحفرية". نسخة محفوظة 2023-10-30 على موقع واي باك مشين.
15. ↑  وينترز، هوارد دي. (1969). ثقافة ريفرتون: احتلال في الألفية الثانية في وادي واباش المركزي (تقارير التحقيق رقم 13). سبرينغفيلد، إلينوي: متحف ولاية إلينوي ومسح أثري في إلينوي، ولاية إلينوي. تم الاطلاع عليه في 16 فبراير 2019.
16. ↑  نتل، 1956، ص 117-118.
17. ↑  كلافام، جون (1966). "دفوراك والهندي الأمريكي". نسخة محفوظة 2023-11-04 على موقع واي باك مشين.
18. ↑  -"أرشيف كلية أوبرلين | المقتنيات | أدلة العثور | RG 30/156 - فرانسيس تيريزا دينسمور (1867-1957) | السيرة الذاتية / التاريخ الإداري".
19. ↑  هيث، شارلوت، "نظرة عامة" في موسوعة غارلاند للموسيقى العالمية، ص 367.
20. ↑  نتل، 1956، ص 107-116.
21. ↑  ويلسون، ص 37.
22. ↑  -نتل، 1956، ص 112-114
23. ↑  نتل، 1956، ص 109-110.
24. ↑  كيلينغ، ريتشارد (1992). "الموسيقى ومجالات الثقافة في كاليفورنيا الأصلية". مجلة أنثروبولوجيا كاليفورنيا وحوض جريت. 14 (2): 6-7، 11.
25. ↑  سيفا، إرنست ه؛ إدواردز، كاي (28 مايو 2015). كاهويلا. أكسفورد ميوزيك أونلاين. جامعة أكسفورد. نسخة محفوظة 2023-11-04 على موقع واي باك مشين.
26. ↑  نتل، 1956، ص 114-115.
27. ↑  -نتل، 1956، ص 112.
28. ↑  نتل، 1965، ص 150.
29. ↑  نتل، 1956، ص 108-109.
30. 1 2  نتل، 1956، ص 107-108.
31. ↑  "جيرترود بونين، زيتكالا شا، يانكتون ناكوتا." الكتاب الأصليون. نسخة محفوظة 2023-11-05 على موقع واي باك مشين.
32. ↑  "فنان شيروكي في الإقامة: باربارا مكاليستر." المؤسسة التعليمية لأمة الشيروكي.
33. ↑  "برولي". نسخة محفوظة 2023-11-04 على موقع واي باك مشين.
34. ↑  تومي وايلدكات. تم الأرشفة في 14 أكتوبر 1997 في (استرجع في 28 مايو 2009) نسخة محفوظة 2025-05-22 على موقع واي باك مشين.
35. ↑  تشريح الناي الأمريكي الأصلي، كلينت غوس. نسخة محفوظة 2023-11-05 على موقع واي باك مشين.
36. ↑  مقياس NAF: بنتاتونيك ماينور، كلينت غوس. نسخة محفوظة 2023-11-04 على موقع واي باك مشين.
37. ↑  مقاييس NAF للناي الأمريكي الأصلي، كلينت غوس. نسخة محفوظة 2023-11-04 على موقع واي باك مشين.
38. ↑  "تعديل فئة جوائز القرامي". تم الأرشفة من الأصل في 29 يوليو 2012.
39. ↑  "تفسير لتعديل الفئة". نسخة محفوظة 2022-04-10 على موقع واي باك مشين.

## قراءة إضافية
بيكر، تيودور (1977). في موسيقى الهنود الأمريكيين الشماليين. نيويورك: دا كابو بريس. ISBN 9780306708886
كيلينج، آر. (1997). موسيقى الهنود الأمريكيين الشماليين: دليل للمصادر المنشورة والتسجيلات المختارة. مكتبة غارلاند للإثنوموسيقولوجيا. ISBN 0-8153-0232-0
ليفين، فيكتوريا ليندزي (2001). كتابة موسيقى الهنود الأمريكيين: النصوص التاريخية والتدوينات والترتيبات. 

## روابط خارجية
تحتوي ويكيميديا كومنز على وسائط ذات علاقة بموسيقى الهنود الأمريكيين.
ملاحظات تاريخية لمجموعة مختارة من 60 لحنًا للهنود الأمريكيين.
هانكسفيل - فهرس لموارد موسيقى الهنود الأمريكيين على الإنترنت.